# 圣米良
圣米良（西班牙語：San Millán）是西班牙巴斯克自治区阿拉瓦省的一个市镇。总面积85km²，总人口709人（2001年），人口密度8人/km²。